# Tragaluz

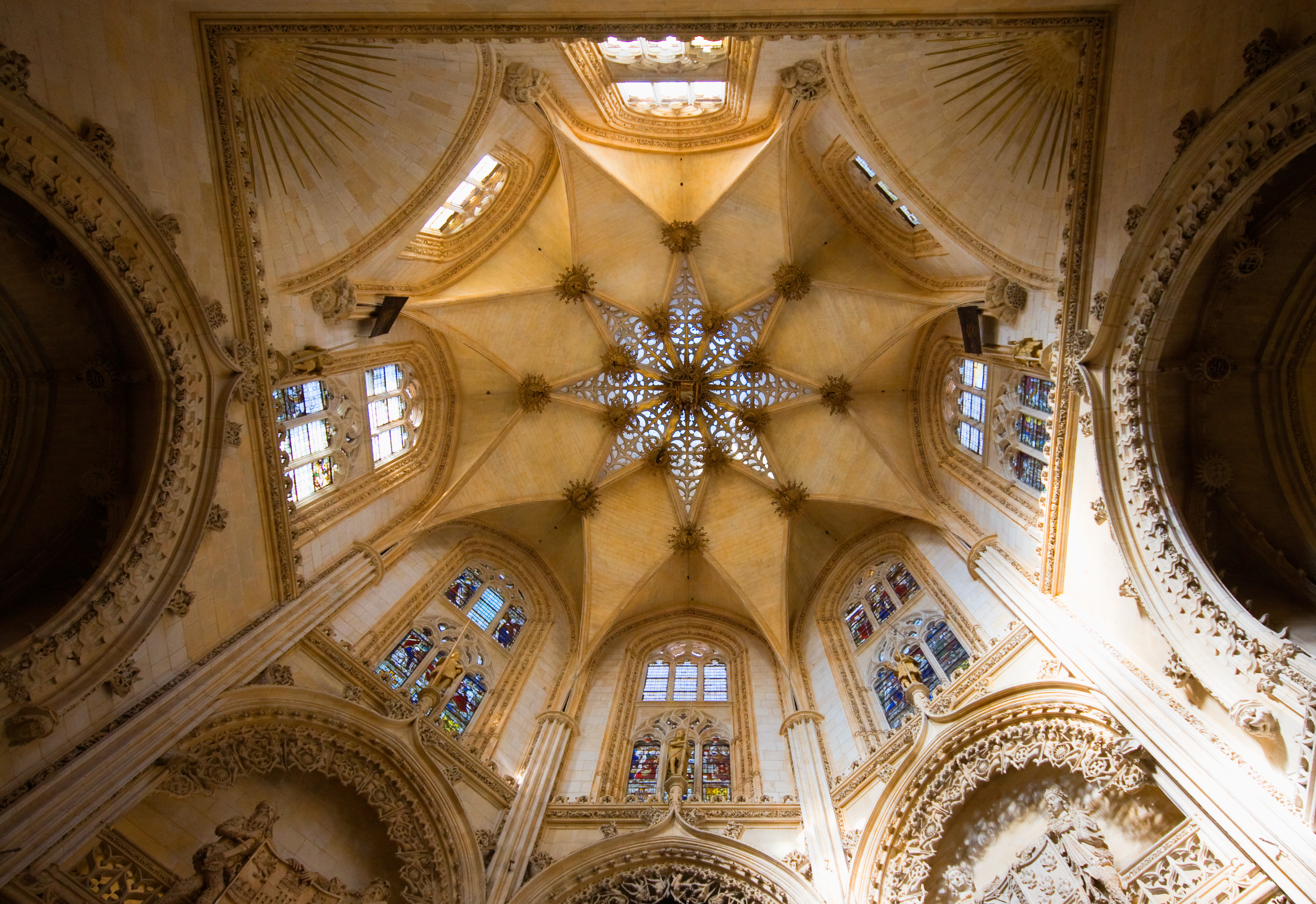
Tragaluz del siglo XV en la bóveda estrellada de la Capilla de los Condestables en la Catedral de Burgos, uno de los primeros tragaluces de los que se tiene constancia.

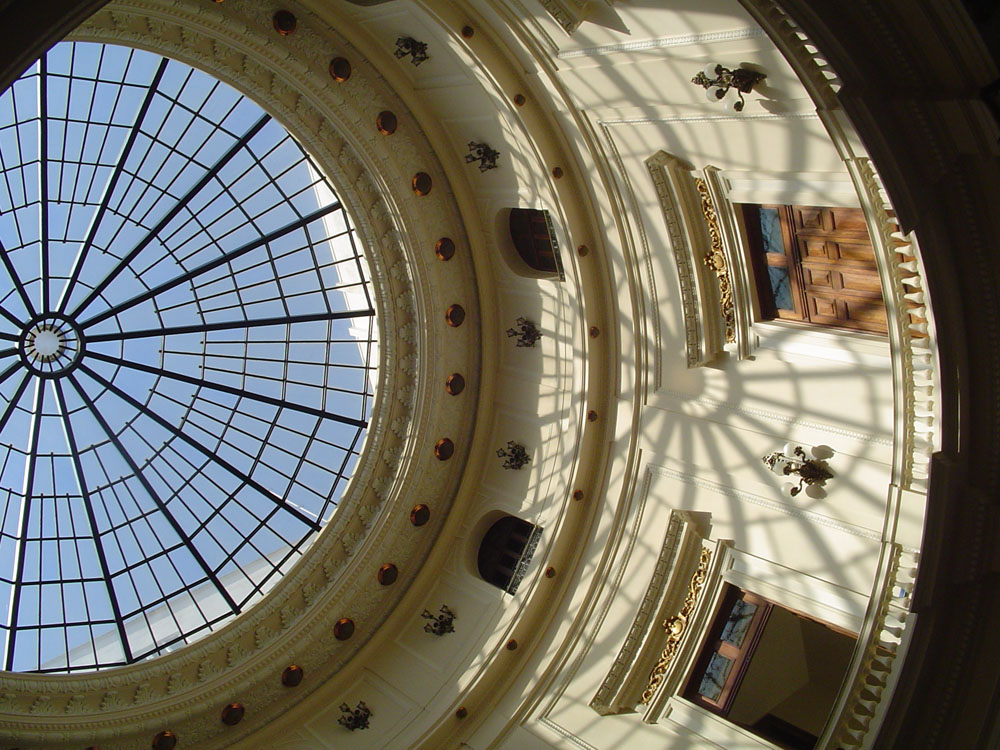
Tragaluz en el Centro Cultural Banco do Brasil en Río de Janeiro.

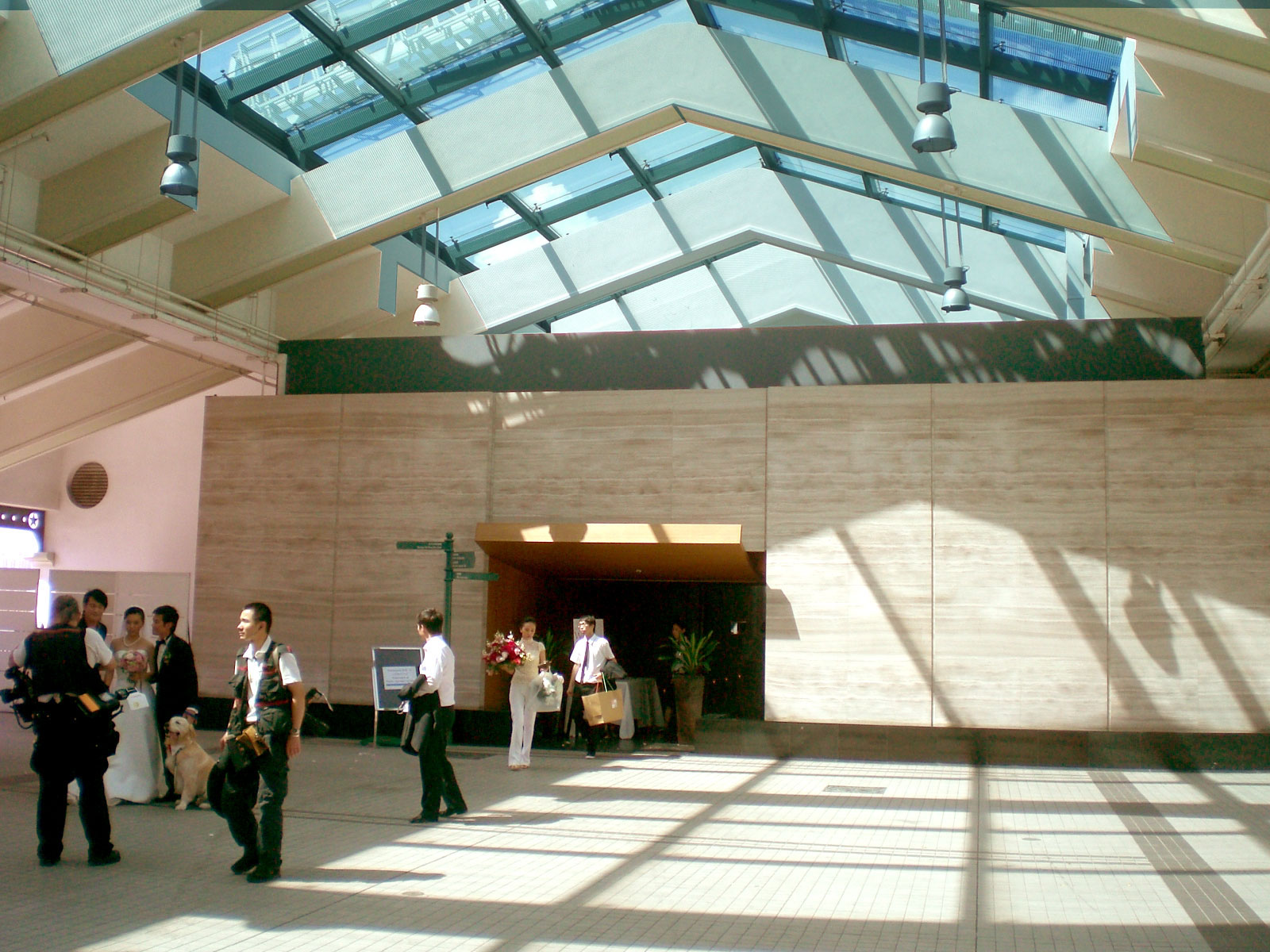
Gran lucernario en el muelle Star Ferry, Hong Kong.

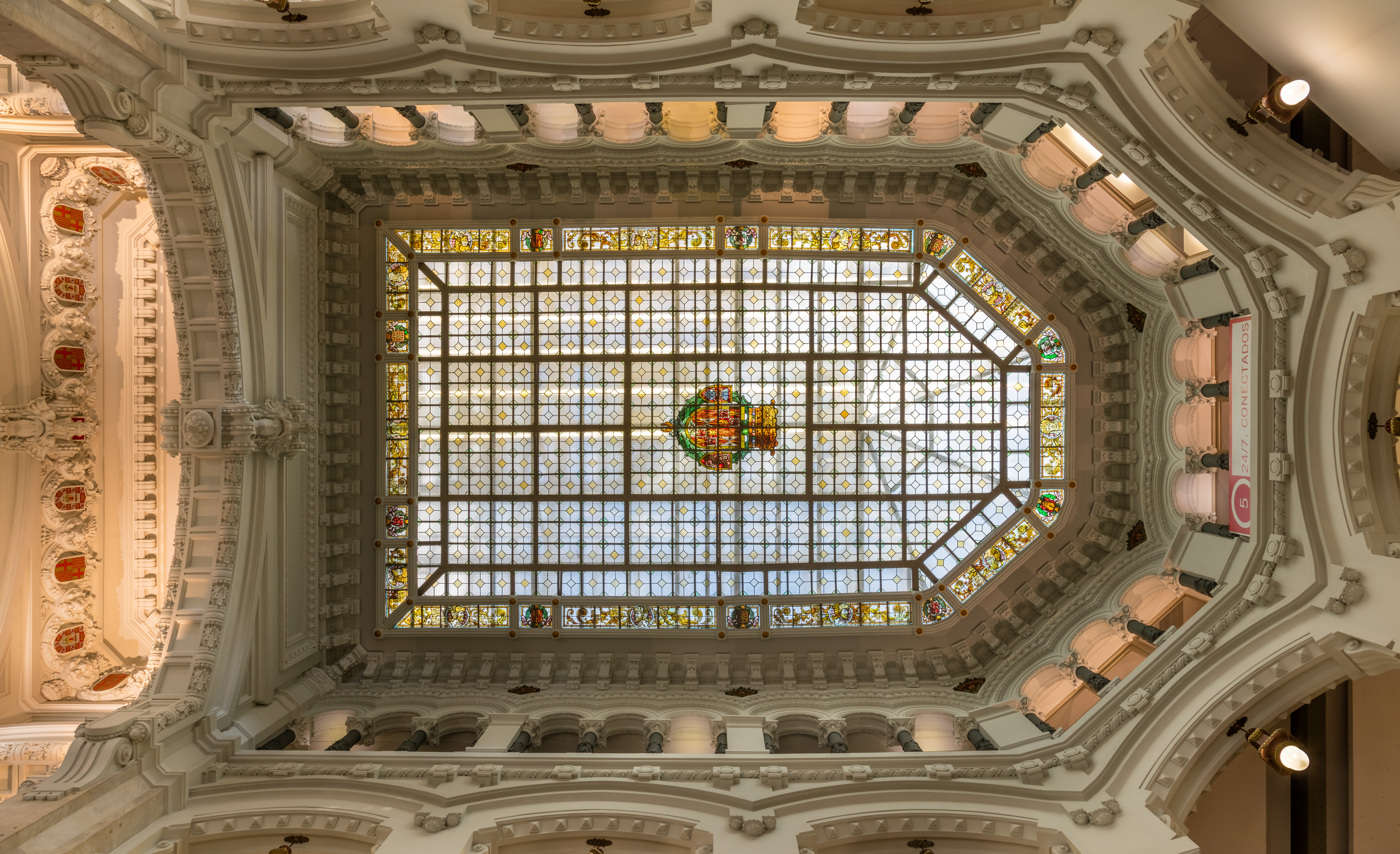
Tragaluz del Palacio de Comunicaciones, Plaza de Cibeles, Madrid, España.

Un tragaluz, claraboya (palabra proveniente del latín clarus y via), lucerna o lucernario es una ventana o vano situada en el techo o la parte superior de una pared, utilizada para proporcionar luz a una habitación.
Al situarse en un tejado, la iluminación es muy superior a la de una ventana. A pesar de ser por lo general pequeño y abarcar un espacio por el que puede pasar con dificultad una persona, ilumina más que una ventana normal y ventila  el ambiente. Cuando hablamos de una claraboya en una nave gótica, podemos usar el término claristorio.
También hay otros sistemas, como los tubos de luz –que permiten llevar luz solar a habitaciones– que no están situados justo bajo el techo.
Una evolución de los tragaluces o claraboyas son los llamados tubos de luz (light pipes o sun tunnels en inglés). El tubo de luz es un captador de la luz solar natural en forma de tubo que la transmite al interior de una vivienda mediante un difusor. Suele ser un tubo de metal, por ejemplo, de aluminio, y está cubierto interiormente por cristales que actúan como elemento difusor de la luz.